# Oswald Kimelman
Oswald Kimelman (ur. 1886, zm. 1943 we Lwowie) – polski Żyd, doktor praw, adwokat, radny Rady Miasta Lwowa w II Rzeczypospolitej, członek lwowskiego Judenratu.

## Życiorys

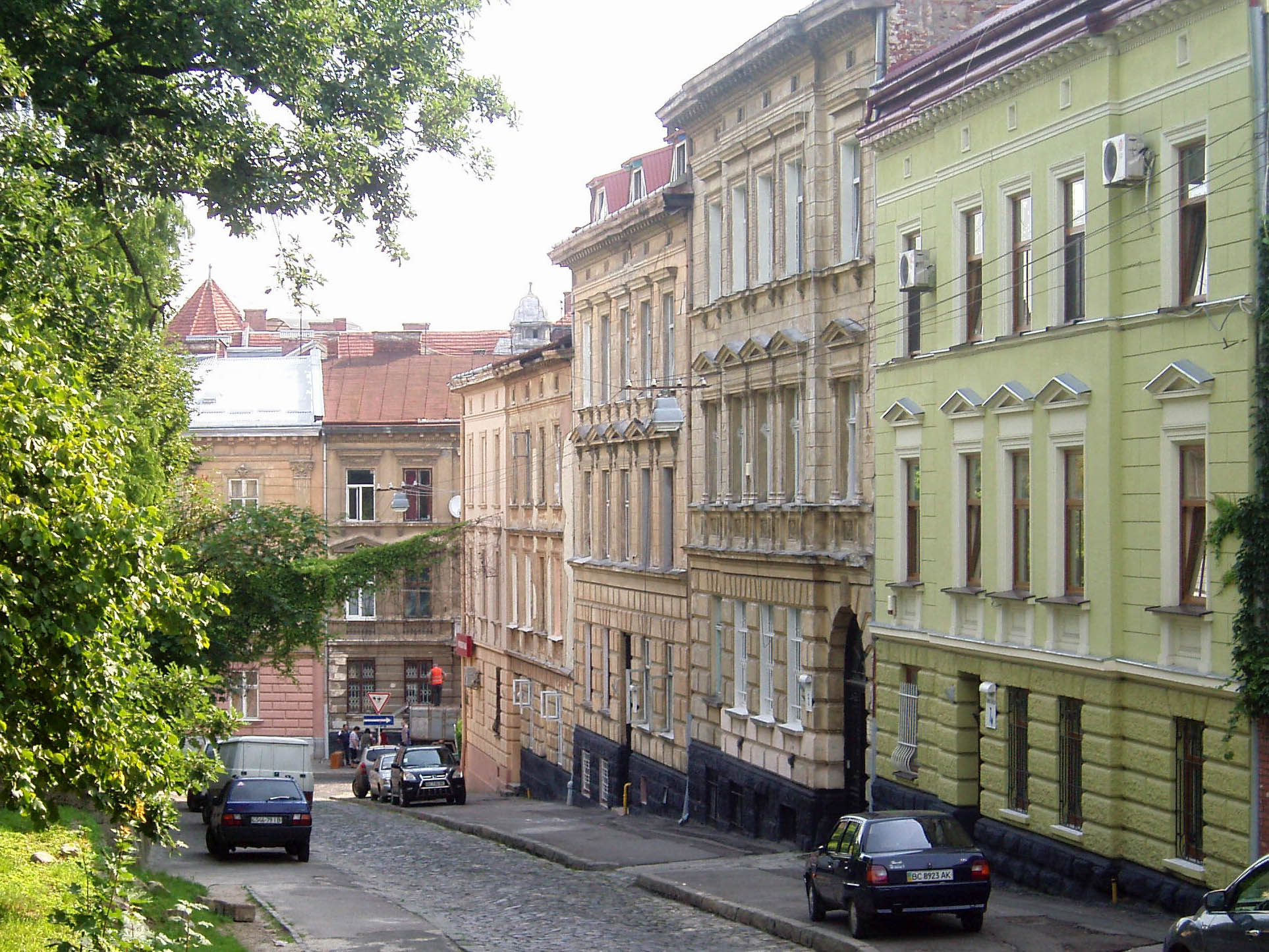
Przedwojenna ulica Jana Długosza we Lwowie

Kształcił się w C. K. V Gimnazjum we Lwowie, gdzie w 1905 ukończył VIII i lasę i zdał egzamin dojrzałości. Ukończył studia prawnicze. Uzyskał tytuł naukowy doktora praw. Został adwokatem. Został wybrany członkiem Rady Adwokackiej we Lwowie w 1934. Został wybrany radnym Rady Miasta Lwowa w wyborach samorządowych z 21 maja 1939, startując z Listy Syjonistów. Zamieszkiwał przy ulicy Jana Długosza 3 (obecnie ulica Cyryla i Mefodija).
Był właścicielem dóbr Dźwinogród.
Po wybuchu II wojny światowej i nastaniu okupacji sowieckiej przebywał we Lwowie. Po ataku Niemiec na ZSRR i nastaniu w lipcu 1941 okupacji niemieckiej został członkiem Judenratu we Lwowie. Po likwidacji Judenratu na początku stycznia 1943 został rozstrzelany.